# 屈臣氏個人護理店

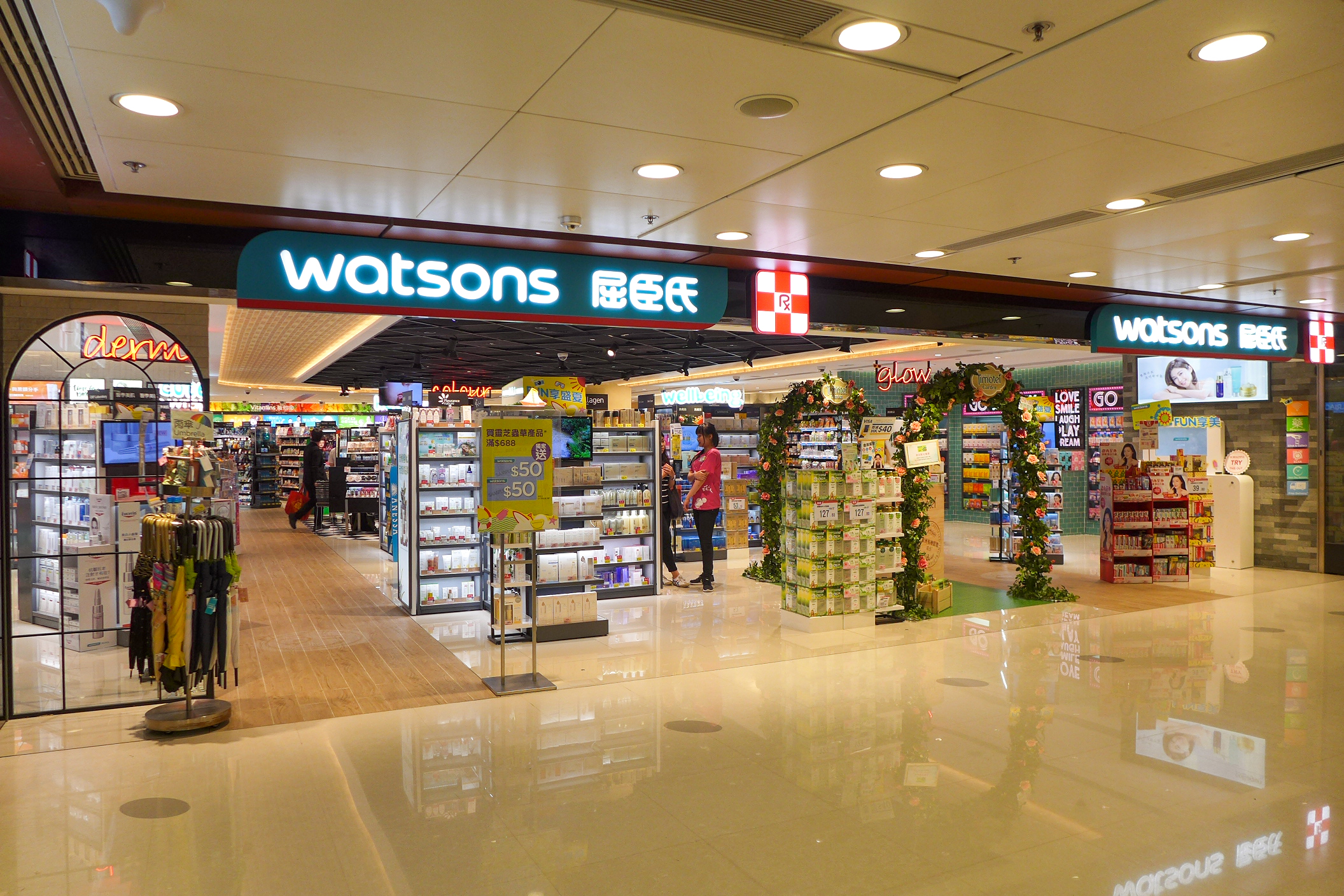
屈臣氏在香港德福廣場分店

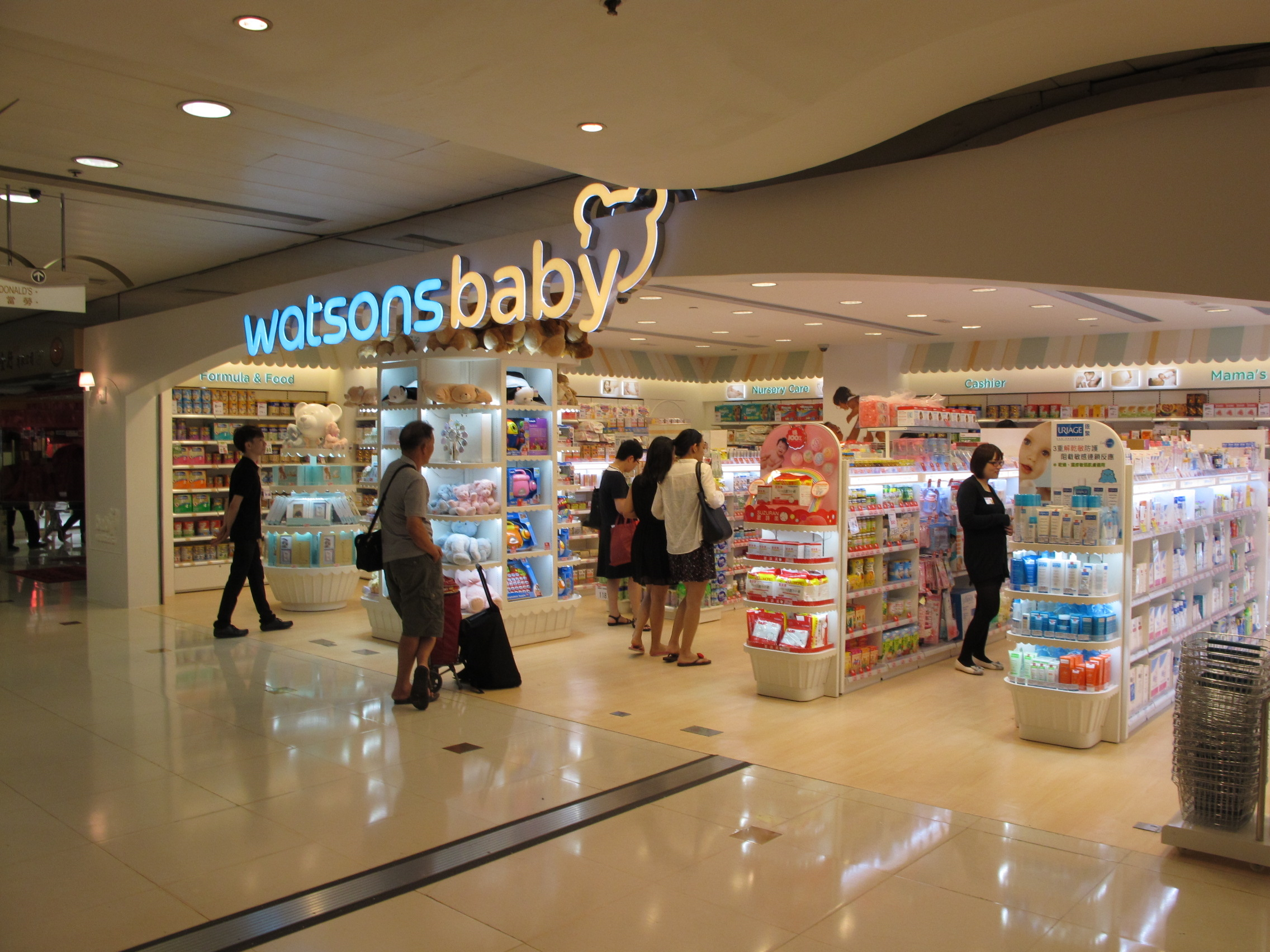
Watsons Baby在香港沙田中心分店

屈臣氏個人護理店（英語：Watsons，/ˈwɒtsənz/，粵語發音：[wɐt̚.sɐn.siː]），原稱屈臣氏藥房、屈臣氏大藥房，是亞洲地區一間連鎖個人護理產品零售商，屬長江和記實業有限公司的屈臣氏集團旗下一旗艦品牌，是亞洲領先的健康與美妝零售商，業務遍布14個亞洲及歐洲市場，包括中國大陸、香港、澳門、新加坡、台灣、泰國、馬來西亞、菲律賓、印尼、越南、土耳其、烏克蘭、俄羅斯及阿拉伯聯合酋長國、沙特阿拉伯經營超過7584家店舖及超過1,500家藥房，為顧客提供無縫的 O+O（線下及線上）的購物體驗。自2009年起，屈臣氏為亞洲第一個人護理店/藥房品牌。

## 歷史
屈臣氏是中國歷史最悠久的藥房之一，最早可以追溯到1820年皮爾森及李文斯頓在澳門開設的「澳門藥房」。1828年，皮爾森與李文斯頓於中國廣州沙面開設「廣東大藥房」。1841年，廣東大藥房又於上環開設「香港大藥房」，不久后把在廣州的汽水工廠搬到香港。
1855年，托馬斯·屈臣加入香港大藥房，三年后其侄子亞歷山大·斯柯文·屈臣（Alexander Skirving Watson）獲聘為藥劑師，小屈臣從1860年起接手經營藥房。1871年，公司正式注册为A.S. Watson & Company并开始以此名进行贸易，成為正式的商業品牌。1886年屈臣氏公司上市，成为公众性股份有限公司。
在19世紀中後期，屈臣氏成功在中國各地開辦多家分號，成爲成功的連鎖企業，同時發展汽水、飲料生産以及酒類進出口生意。至19世紀末在大陸有超過30家屈臣氏大藥房，在香港也有超過30家屈臣氏藥房。到20世紀初，屈臣氏成爲远东最大的药房，其中又以上海分号的营业额最大。

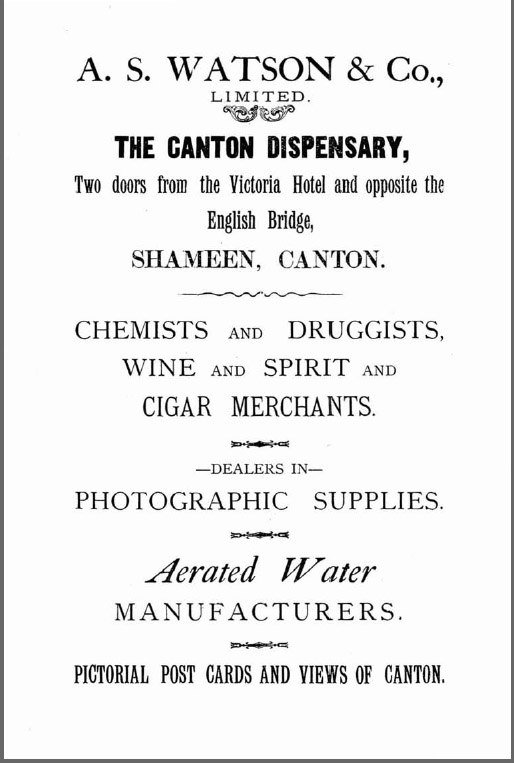
在1923年登出的廣告，上面寫有位於廣州沙面的藥房位置

1890年，屈臣氏大藥房在中國已有34家藥房。
1895年，屈臣氏在香港已有35家藥局。
1903年，香港在1894年爆發鼠疫，食水衛生是當時香港的一大問題，不少市民因為飲用不潔食水而生病；為了保障市民的健康，屈臣氏集團於1903年開始生產屈臣氏蒸餾水，提供安全可靠的選擇。
1906年，屈臣氏在香港的北角購買土地準備開發，至此屈臣氏大力擴張在香港的事業版圖。在廣州藥房，較為暢銷的藥物是小兒疳癪花塔餅。
1941年，屈臣氏慶祝開業一百周年，同年12月13日香港被日軍佔據。直到1945年9月1日，屈臣氏才恢復營業。
1981年，屈臣氏集團成爲和記企業（長江和記實業有限公司前身）的全資附屬公司。當時擁有75家零售食品及非食品商店。
1987年，將業務擴展至不同市場如台灣及澳門；1988年新加坡；1994年馬來西亞；1996年泰國；2002年菲律賓。
1990年，豐澤成為屈臣氏集團的成員。
2000年，屈臣氏透過收購英國保健及美容產品連鎖店 Savers進入英國市場。
2002年，屈臣氏集團收購荷蘭Kruidvat 集團，為集團店鋪數目新增1,900家。
2003年，屈臣氏推出全新設計水樽，外型曲線玲瓏，樽蓋能用作水杯，與人分享飲水喜悅。
2004至2006年期間，集團在歐洲進行了其他收購項目，包括保健美容零售商 Superdrug、Trekpleister、Rossmann 及高級香水及化妝品零售品牌ICI PARIS XL，使屈臣氏成爲全球最大的國際健康和美容零售商。
2005年，集團分別在中國大陆和台灣開設第100間和第300間分店。同年，集團在歐洲進行了兩次重大收購，包括Marionnaud and The Perfume Shop。2005年10月收購Spektr，開啓了屈臣氏在俄羅斯的市場。
2007年，屈臣氏加入易賞錢會員計劃。
2013年8月，開設嬰幼兒概念店Watson's Baby，並發展出不同店鋪模式，包括Watsons Health。
2014年，以全新品牌BEAUTIQ打造一站式彩妝護膚品專門店。同年新加坡投資公司淡馬錫以港幣440億元入股屈臣氏，購入屈臣氏控股的24.95%股權。
2020年1月，在屯門市廣場開設佔地4,500呎的「Tech-Fun玩美概念店」，結合零售與科技，提供Tap & Shop 24小時自助點購站，Meitukey智能皮膚分折和供顧客試用過百款唇膏的Lip Bar試用專區。
2020年9月，屈臣氏集團與Al-Futtaim聯合宣佈達成獨家特許經營權協議，將保健及美容產品旗艦品牌屈臣氏，引進海灣阿拉伯國家合作委員會成員國，首家店舖已於2020年10月在阿聯酋杜拜開幕。
2022年，因应2019冠状病毒病疫情影响，屈臣氏在中国大陆的店铺数量首现负增长，共关闭343家，店铺总数跌破4000家（为3836家）。

## 事件

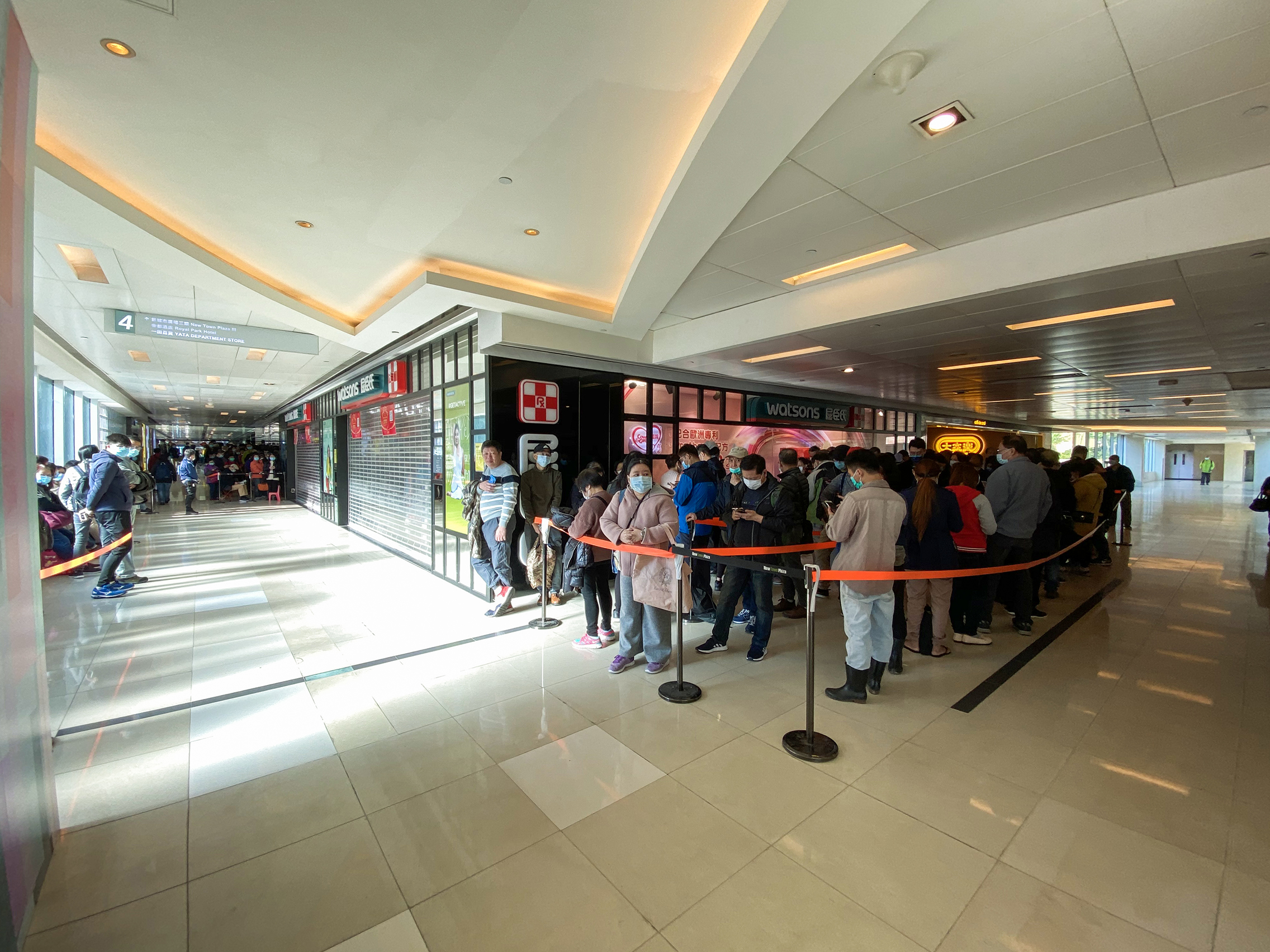
2020年1月疫情期間口罩難求，連鎖藥房「屈臣氏」預告1月30日每間分店只有20盒口罩供應，但仍有大批市民排隊（圖為香港沙田新城市廣場分店）

1926年，屈臣氏公司決定停止授權臺北屈臣氏大藥房，轉而授權神農氏大藥房，造成臺灣屈臣氏不可經營屈臣氏產品的怪相，臺灣屈臣氏和香港屈臣氏公司遠赴東京進行商標訴訟。
1998年7月8日上午10时，上海外国语大学学生钱缘与侄子一起进入屈臣氏上海四川北路店购物，当她出门时，店门口警报器鸣响，立刻有女店员上前阻拦钱小姐离店，并强行将钱小姐带入门店内的办公室。当女店员通过办公室内的手提电子探测器确定钱小姐左髋部带有磁信号时，便毫不客气地责令钱小姐脱去裤子检查。店方未检查出钱小姐身上带有磁信号的商品，方允许钱小姐离店。7月20日，钱缘起诉到上海市虹口区人民法院，以自己在屈臣氏四川北路店无端遭到搜身，被两次脱裤检查，使自己心理受到极大伤害为由，要求屈臣氏公司公开登报赔礼道歉，赔偿精神损失费人民币50万元。虹口法院判决被告屈臣氏四川北路店应向钱缘赔礼道歉，赔偿钱缘精神等损失费人民币25万元；被告上海屈臣氏日用品有限公司承担连带责任。被告不服上诉，上海市第二中级人民法院判决撤销一审法院判决，改判赔偿精神损害人民币1万元。此案成为1998年中国大陆被称为“隐私年”的标志性案件。而在此之前的1995年，上海屈臣氏柳州路分店也发生过类似搜包事件，险些引发当事人的心脏病，最终赔偿受害人精神损失费1万元，医疗费用2万元。
2014年12月4日，新北市政府衛生局抽驗市售嬰兒用化粧品，屈臣氏安康門市販售的「watsons泡沫嬰兒洗髮沐浴露」生菌數超標385倍。法令規定，化粧品中微生物容許量基準，嬰兒用、眼部周圍用及使用於接觸黏膜部位之化粧品，生菌數限量為低於100CFU／g或CFU／mL，其他類化粧品如面膜、化粧水之生菌數限量為低於1000CFU／g或CFU／mL，並不得檢出大腸桿菌、綠膿桿菌或金黃色葡萄球菌等微生物。依《消費者保護法》第36條，可處新臺幣6萬元以上、150萬元以下罰鍰。
2020年1月2019冠狀病毒病疫情期間口罩難求，屈臣氏預告在1月30日每間分店大約會有20盒口罩供應，市民凌晨排隊，有人表示清晨5時半到場已經拿不到籌。天水圍T Town有市民因為買不到口罩，以粗口指罵職員，拍打及用腳踢店舖的閘門，引致職員報警，10多名警員到場呼籲市民冷靜。在旺角弼街屈臣氏分店的市民批評政府局部封關無作用，市民只能自求多福。
2022年1月11日，中国大陆屈臣氏在美团推出0.01元购面膜活动，但顾客下单后仅可在线下门店提货。之后参与活动的顾客收到商品“缺货”的通知，店内负责人以较差态度表示“缺货”，实质上店内仍然有货。一些屈臣氏门店直接在柜台前贴出告示，表示活动商品暂时无货，将送顾客一点小礼物表示补偿。1月13日，不少消费者到屈臣氏直播间表达不满，但遭到主播辱骂“像疯狗一样咬人”、“乞丐”，并被后台工作人员列入黑名单。1月14日晚，屈臣氏就此发表声明，表示已经第一时间成立调查处理团队，称“因系统原因导致在短时间内产生了远超库存的大量异常订单。在门店库存可支持的情况下，我们已兑付了一部分订单，其后因库存不足，我们暂停了兑付”，向消费者表示歉意。针对抖音直播间主播出现不当言论，也对此深表歉意并进行深刻反思。而美团客服人员表示，是屈臣氏商家把活动的金额设置错误导致了缺货状态。
2023年3月，中国大陆天猫平台开设的屈臣氏官方旗舰店发布的芦荟胶广告，因使用“92%芦荟原液成分”“92%芦荟胶”的广告用语，与商品成分（库拉索芦荟叶汁实际添加量为0.414%）不符，运营实体武汉屈臣氏个人用品商店有限公司被武汉市汉阳区市场监督管理局罚款4263元人民币。
2023年6月29日，一女顾客到福州长乐区十洋国际城的屈臣氏想买两瓶水，却被导购要求必须先注册会员、关注门店导购企业微信，否则不能付款。在拒绝店员要求后，何女士多次向屈臣氏投诉，但未得到有效回应。随后屈臣氏相关负责人表示，工作人员已联系相关员工，将加强培训、监督。

## 圖片

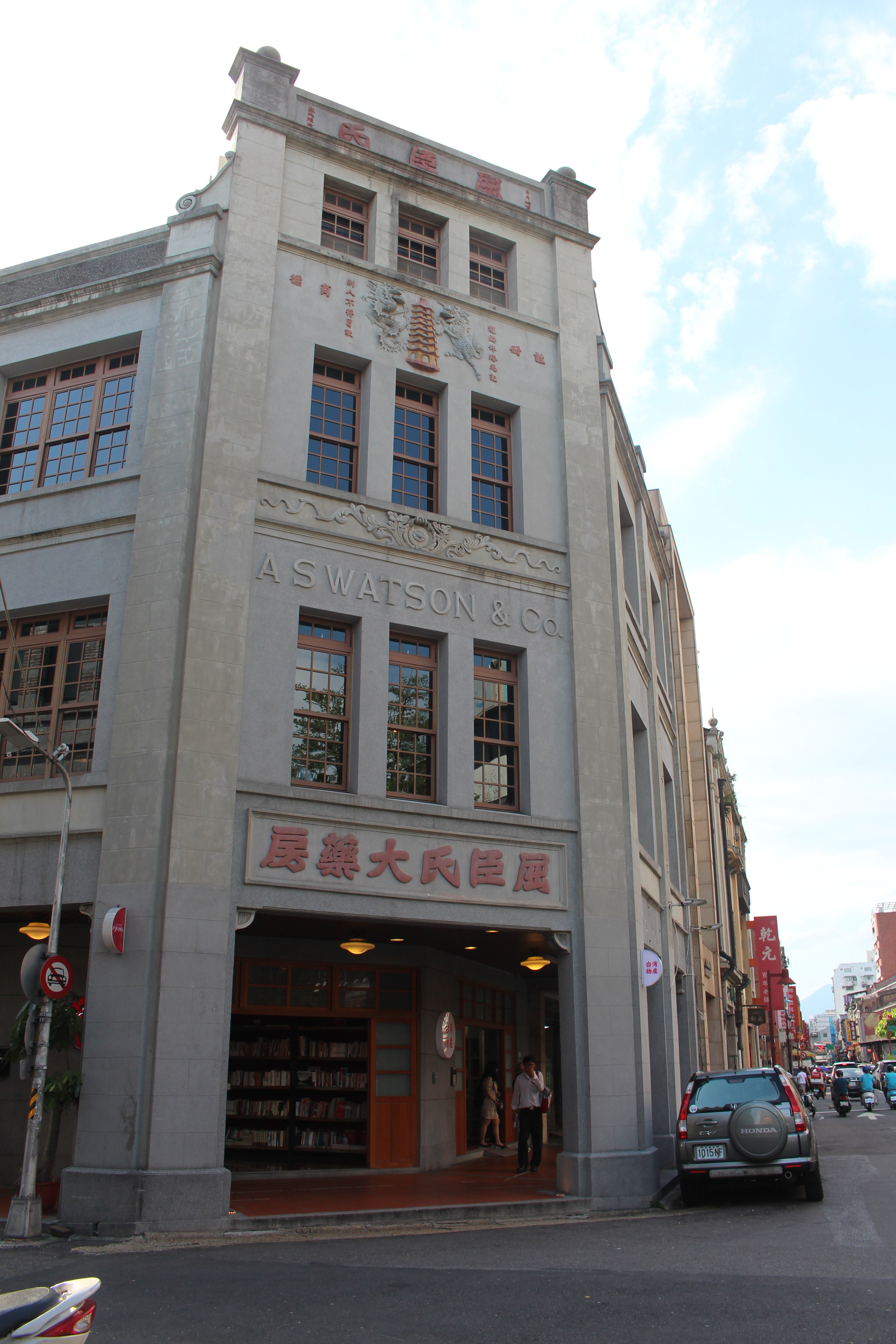
屈臣氏大藥房早於1917年已在台灣廸化街營運，批發進口西藥；2005 年台灣廸化街老店被台北市文化局列入市定古蹟。屈臣氏保健零售業務於1987年在台灣重新開業，由屈臣氏集團正式在台北開幕第一家分店。
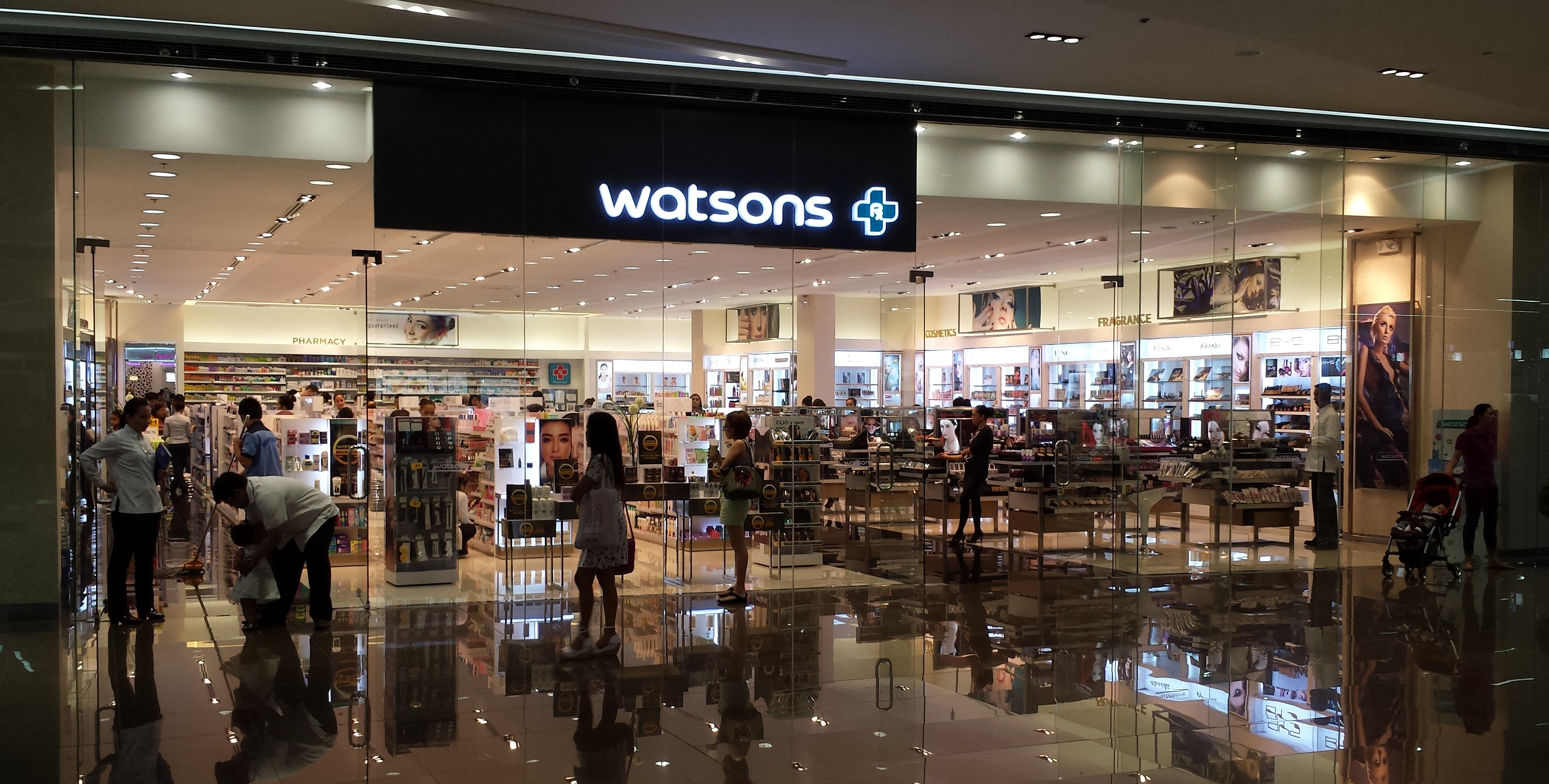
屈臣氏在馬尼拉分店
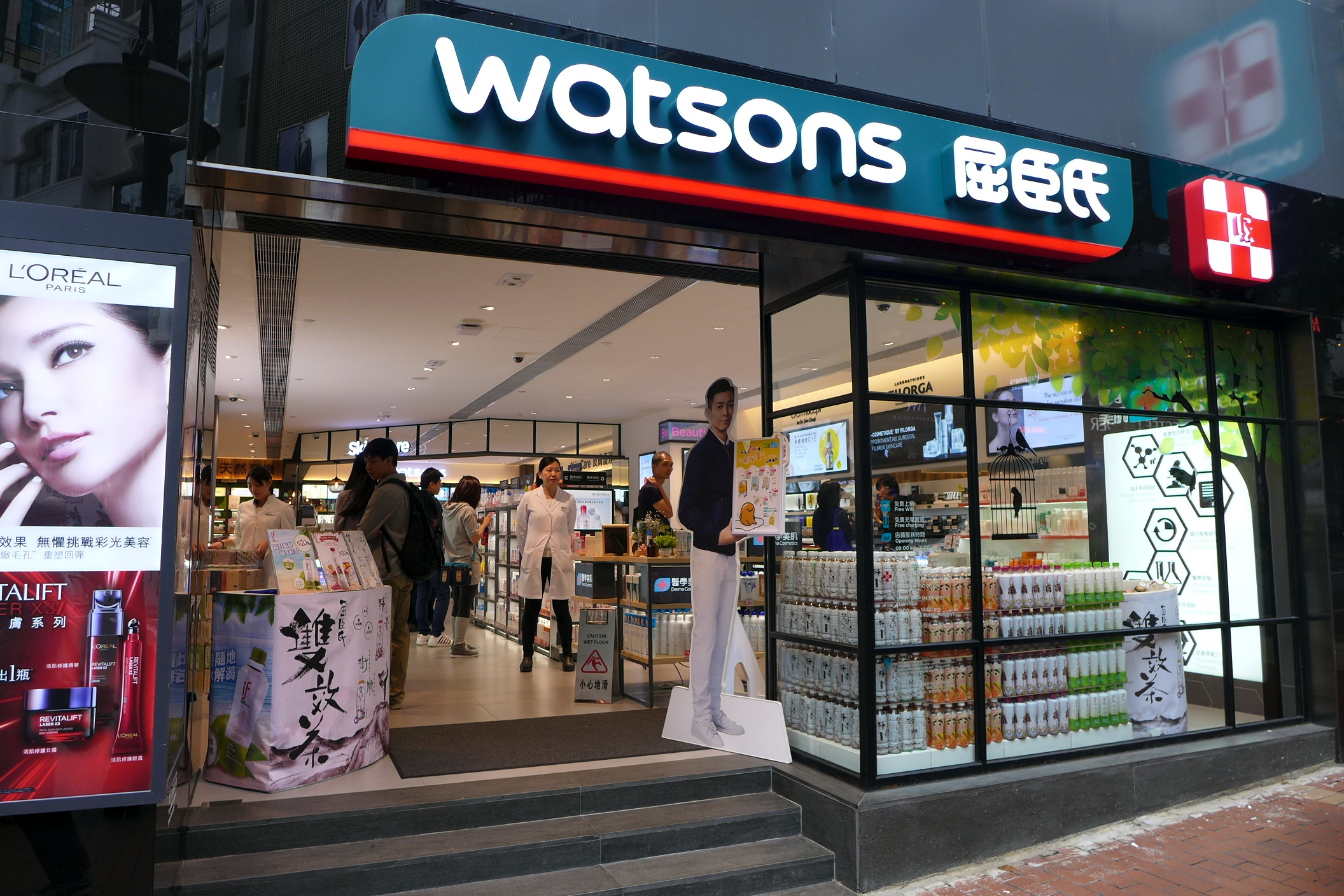
屈臣氏於2015年8月在香港銅鑼灣恩平道開設香港旗艦店，面積超過8,000平方呎
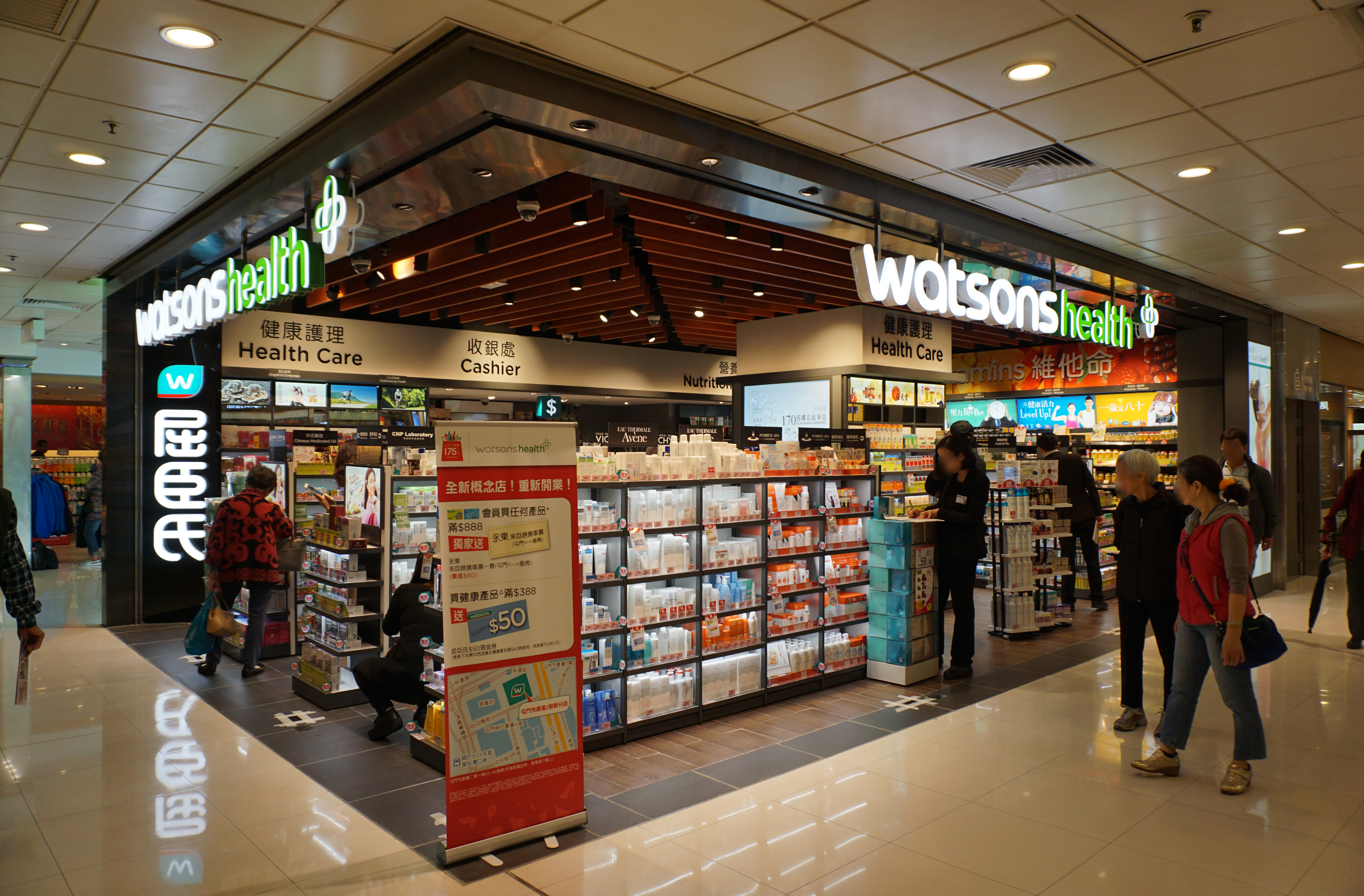
健康產品專門店Watsons Health
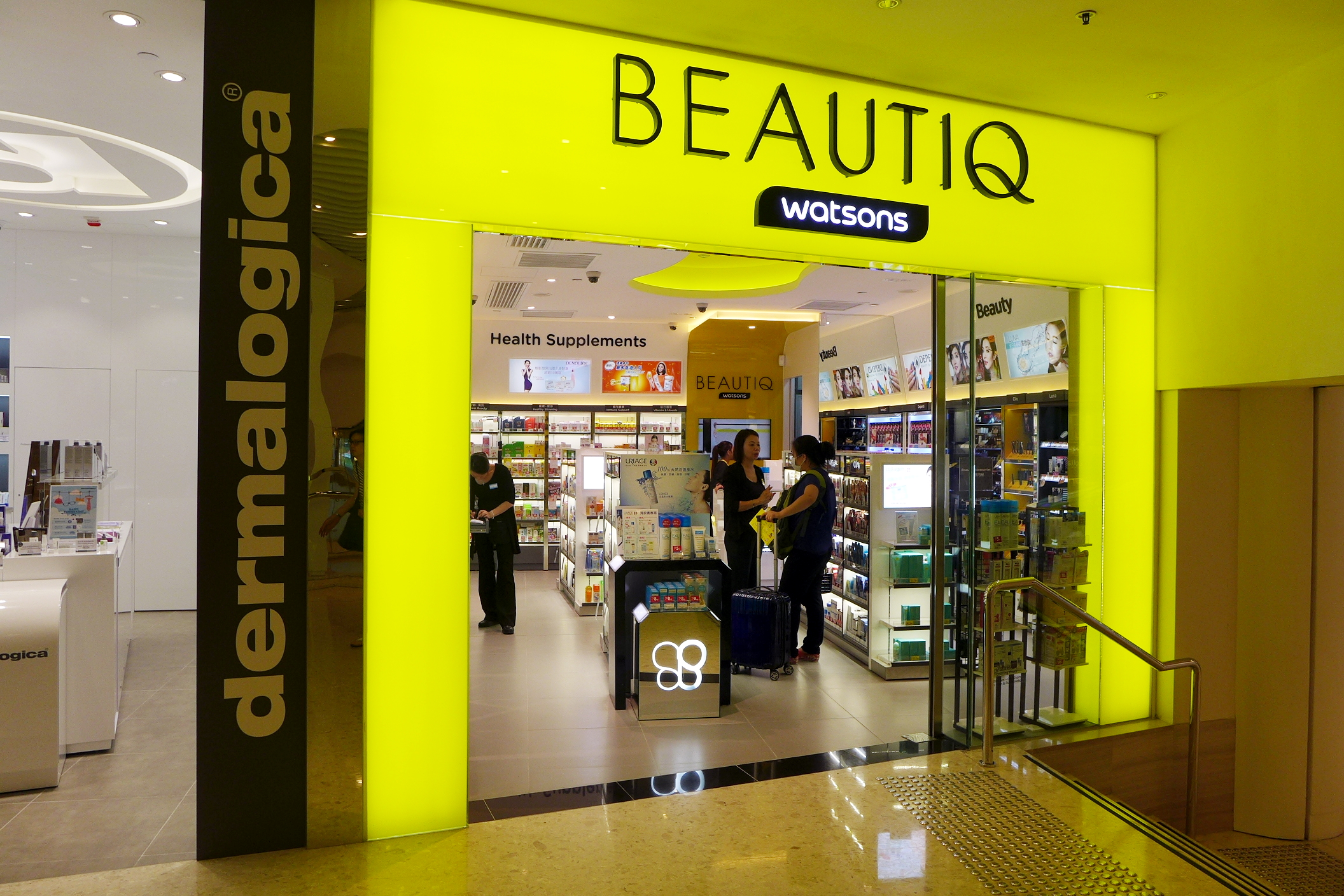
一站式彩妝護膚品專門店BEAUTIQ by Watsons

## 外部連結
- 香港屈臣氏網站 （页面存档备份，存于） （繁體中文）
  - 屈臣氏香港的Facebook專頁 （页面存档备份，存于）
- 中國大陆watsonshongkong網站 （页面存档备份，存于） （简体中文）
- 台灣屈臣氏網站 （页面存档备份，存于） （繁體中文）
  - 屈臣氏Watsons - Yahoo!奇摩超級商城 （页面存档备份，存于）
  - 屈臣氏Watsons - 蝦皮購物 （页面存档备份，存于）
  - 屈臣氏Watsons - 台灣樂天市場 （页面存档备份，存于）
  - 屈臣氏台灣 APP(Android版) （页面存档备份，存于）
  - 屈臣氏台灣 APP(ios版) （页面存档备份，存于）
  - 屈臣氏(台灣)的Facebook專頁
  - 屈臣氏(台灣)的Instagram帳戶
  - YouTube上的屈臣氏(台灣)頻道
- 馬來西亞屈臣氏網站 （页面存档备份，存于） （英文）
- 新加坡屈臣氏網站 （页面存档备份，存于） （英文）
- 土耳其屈臣氏網站 （页面存档备份，存于） （土耳其文）